# Juan el Escita
Juan el Escita (en latín: Iohannes Scytha, en griego: Ἰωάννης ὁ Σκύθης ; floruit 482–498) fue un general y político del Imperio Romano de Oriente que luchó contra el usurpador Leoncio (484–488) y en la guerra isáurica (492–498).

## Biografía
Juan fue un oficial del ejército romano del este. En 482 fue enviado a Illyricum junto a Moschiano para luchar los ostrogodos de Teodorico el Grande.
En 483 el emperador Zenón decidió librarse de su magister militum por Orientem ("Comandante en Jefe del este") Illos, reemplazándolo por Juan.
En 484 Illos se rebeló y apoyó a Leoncio como emperador para evitar el rechazo popular que tanto Zenón como Illos sufrían por su origen isaurio. Juan y Teodorico, a la cabeza de un gran ejército, vencieron a Leoncio e Illos cerca de Antioquía en septiembre de aquel año. Los derrotados huyeron a Isauria y se refugieron en la fortaleza de Papurius. Juan puso asedio a la fortaleza; hacia el fin del 484  capturó y asesinó a Trocundo, el hermano de Illos, cuando este salió a buscar refuerzos. El asedio duró hasta 488, cuándo la fortaleza cayó debido a una traición e Illos y Leoncio fueron condenados a muerte.
Durante el reinado del emperador Anastasio I, Juan luchó en la guerra isáurica (492–498), obteniendo el mando conjunto del ejército junto a Juan el Jorobado. Fue uno de comandantes romanos en la batalla de Cotyaeum de 492 y en 497 derrotó a los isaurios, capturando y matando sus líderes Longino de Cardala y Atenodoro, cuyas cabezas envió a Constantinopla.
Anastasio se mostró muy complacido con la victoria y honró sus generales, siendo Juan el Escita nombrado cónsul en 498.